# 臺灣客家文化重點發展區

紅色區塊即為臺灣客家文化重點發展區

臺灣客家文化重點發展區是指依照中華民國客家基本法第6條規定，客家委員會對客家人口達三分之一以上之鄉（鎮、市、區），列為客家文化重點發展區，以客語為通行語言之一，客家人口達二分之一以上之鄉（鎮、市、區），應以客語為主要通行語。加強客家語言、文化與文化產業之傳承及發揚所劃定的區域。詳細的客語腔調分佈請參見臺灣客家語。

## 內容
行政院客家委員會首次公布臺灣客家文化重點發展區，是依據《行政院客家委員會99年至100年全國客家人口基礎資料調查研究》，以中華民國100年2月25日客會企字第1000002677號公告發布，該次公告的效力自公告時起至下一次公告時止。首次公布當中，公告包含了11個直轄市、縣（市），共69個鄉（鎮、市、區）。在2017年的公告當中，客家區的數量微增到70個鄉（鎮、市、區）。
這些客家重點地區的整體地理特色是：
主要集中於桃竹苗地區、臺中東勢、南投國姓，以及南部近山地區，東部縱谷平原區亦佔有一定數量，總體來說聚集於與淺山丘陵地周遭。值得一提的是雲林縣崙背鄉，是在以閩語族群為大宗的中南部平原內的语言岛，唯一客家人數超過1/3的鄉鎮。
| 直轄市、縣（市） | 客家人口達二分之一以上 之鄉（鎮、市、區）                                                      | 客家人口達三分之一以上 之鄉（鎮、市、區）      | 小計 |
| ---------------- | ---------------------------------------------------------------------------------------------- | ---------------------------------------------- | ---- |
| 桃園市           | 中壢區、楊梅區、龍潭區、平鎮區、新屋區                                                         | 觀音區、大溪區、大園區                         | 8    |
| 新竹縣           | 竹北市、竹東鎮、新埔鎮、關西鎮、湖口鄉、新豐鄉、芎林鄉、橫山鄉、北埔鄉、寶山鄉、峨眉鄉         |                                                | 11   |
| 新竹市           |                                                                                                | 東區、香山區                                   | 2    |
| 苗栗縣（全縣）   | 苗栗市、頭份市、卓蘭鎮、大湖鄉、公館鄉、銅鑼鄉、頭屋鄉、三義鄉、西湖鄉、造橋鄉、三灣鄉、獅潭鄉 | 泰安鄉、竹南鎮、通霄鎮、苑裡鎮、後龍鎮         | 18   |
| 臺中市           | 東勢區                                                                                         | 新社區、石岡區、和平區、豐原區                 | 5    |
| 南投縣           | 國姓鄉、中寮鄉                                                                                 | 水里鄉                                         | 2    |
| 雲林縣           |                                                                                                | 崙背鄉、二崙鄉、西螺鎮                         | 1    |
| 高雄市           | 美濃區、杉林區                                                                                 | 六龜區、甲仙區                                 | 4    |
| 屏東縣           | 麟洛鄉、萬巒鄉、內埔鄉、竹田鄉、新埤鄉                                                         | 長治鄉、高樹鄉、佳冬鄉                         | 8    |
| 花蓮縣           | 鳳林鎮、富里鄉                                                                                 | 玉里鎮、吉安鄉、瑞穗鄉、壽豐鄉、花蓮市、光復鄉 | 8    |
| 臺東縣           | 關山鎮、鹿野鄉、池上鄉                                                                         |                                                | 3    |

## 外部連結
- （繁體中文）客家委員會客家文化重點發展區
- （繁體中文）客庄氣象